# Sarsiella misakensis
Sarsiella misakensis is een mosselkreeftjessoort uit de familie van de Sarsiellidae. De wetenschappelijke naam van de soort is voor het eerst geldig gepubliceerd in 1912 door Kajiyama.